# Гуровка
Гу́ровка (рос. Гуровка, башк. Гуровка) — село у складі Кушнаренковського району Башкортостану, Росія. Входить до складу Старокамишлинської сільської ради.
Населення — 76 осіб (2010; 110 у 2002).
Національний склад:
- башкири — 61 %